# Hundstad
Hundstad est une localité du comté de Troms, en Norvège.

## Géographie
Administrativement, Hundstad fait partie de la kommune de Kvæfjord.